# Generali Ladies Linz 2005
Generali Ladies Linz 2005 - жіночий тенісний турнір, що проходив на закритих кортах з твердим покриттям TipsArena Linz у Лінці (Австрія). Належав до турнірів 2-ї категорії в рамках Туру WTA 2006. Відбувсь удвадцяте і тривав з 22 до 30 жовтня 2005. Надія Петрова здобула титул в одиночному розряді.

## Очки і призові

### Нарахування очок
| Дисципліна       | П   | Ф   | ПФ | ЧФ | 1/8 | 1/16 | Q     | Q3   | Q2  | Q1  |
| Одиночний розряд | 195 | 137 | 88 | 49 | 25  | 1    | 11.75 | 6.75 | 4   | 1   |
| Парний розряд    | 195 | 137 | 88 | 49 | 1   | Н/Д  | 11.75 | Н/Д  | Н/Д | Н/Д |

### Призові гроші
| Дисципліна       | П       | Ф       | ПФ      | ЧФ      | 1/8    | 1/16   | Q3     | Q2     | Q1   |
| Одиночний розряд | $95,500 | $51,000 | $27,300 | $14,600 | $7,820 | $4,175 | $2,230 | $1,195 | $640 |
| Парний розряд *  | $30,000 | $16,120 | $8,620  | $4,610  | $2,465 | Н/Д    | Н/Д    | Н/Д    | Н/Д  |

* на пару

## Учасниці основної сітки в одиночному розряді

### Сіяні
| Країна               | Гравчиня          | Рейтинг | Сіяна |
| -------------------- | ----------------- | ------- | ----- |
| Франція              | Амелі Моресмо     | 4       | 1     |
| Росія                | Олена Дементьєва  | 8       | 2     |
| Росія                | Надія Петрова     | 9       | 3     |
| Швейцарія            | Патті Шнідер      | 10      | 4     |
| Росія                | Олена Лиховцева   | 16      | 5     |
| Словаччина           | Даніела Гантухова | 19      | 6     |
| Сербія та Чорногорія | Єлена Янкович     | 21      | 7     |
| Сербія та Чорногорія | Ана Іванович      | 22      | 8     |
| Франція              | Татьяна Головін   | 24      | 9     |

Рейтинг подано станом на 17 жовтня 2005.

### Інші учасниці
Нижче наведено учасниць, які отримали вайлдкард на участь в основній сітці:
- Сібіль Баммер
- Ліза Реймонд

Нижче наведено гравчинь, які пробились в основну сітку через стадію кваліфікації:
- Софія Арвідссон
- Марта Домаховська
- Барбора Стрицова
- Олена Весніна

Як щасливий лузер в основну сітку потрапили такі гравчині:
- Івонн Мейсбургер

### Знялись з турніру
- Дженніфер Капріаті → її замінила  Маріон Бартолі
- Анна-Лена Гренефельд → її замінила  Віра Душевіна
- Жустін Енен → її замінила  Івета Бенешова
- Амелі Моресмо → її замінила  Івонн Мейсбургер
- Флавія Пеннетта → її замінила  Клара Коукалова
- Марі П'єрс → її замінила  Віржіні Раззано
- Чанда Рубін → її замінила  Ліза Реймонд

### Завершили кар'єру
- Кончіта Мартінес (Achilles tendon strain)

## Учасниці основної сітки в парному розряді

### Сіяні
| Країна     | Гравчиня          | Країна    | Гравчиня                | Рейтинг 1-ї гравчині | Рейтинг 2-ї гравчині | Сіяна |
| ---------- | ----------------- | --------- | ----------------------- | -------------------- | -------------------- | ----- |
| Зімбабве   | Кара Блек         | Австралія | Ренне Стаббс            | 2                    | 5                    | 1     |
| Іспанія    | Кончіта Мартінес  | Іспанія   | Вірхінія Руано Паскуаль | 14                   | 2                    | 2     |
| Росія      | Олена Лиховцева   | Росія     | Віра Звонарьова         | 10                   | 13                   | 3     |
| Словаччина | Даніела Гантухова | Японія    | Ай Суґіяма              | 17                   | 19                   | 4     |

Рейтинг подано станом на 17 жовтня 2005

### Інші учасниці
Нижче наведено пари, які отримали вайлдкард на участь в основній сітці:
- Івонн Мейсбургер /  Таміра Пашек

Нижче наведено пари, що пробились в основну сітку через стадію кваліфікації:
- Юліана Федак /  Олена Весніна

## Переможниці та фіналістки

### Одиночний розряд
- Надія Петрова —  Патті Шнідер, 4–6, 6–3, 6–1.[1]

Для Петрової це був 1-й титул WTA в одиночному розряді.

### Парний розряд
- Хісела Дулко /  Квета Пешке —  Кончіта Мартінес /  Вірхінія Руано Паскуаль, 6–2, 6–3.

І для Дулко, і для Пешке це був 4-й титул в парному розряді за кар'єру, але єдиний титул в складі однієї пари.